# 劍橋分析公司
劍橋分析公司（英語：Cambridge Analytica；簡稱CA），是一家進行資料探勘及數據分析的私人公司。2018年3月，爆發其不當取得5000万名Facebook用户数据的丑闻；此后，其客户和供应商大量流失、内外部调查和诉讼费用不断上涨，使其在2018年5月2日宣布立即停止所有營運，並在英國和美國申請破產。

## 外部連結
- 官方网站